# Абдал Бек Талыш
Абдал Бек Талыш (также Дада Бек Талыш) — вождь (эмир) кызылбашей талышского происхождения, который служил ордену Сафавийя, а затем династии Сефевидов, основанной этим орденом. Был членом племени Дху аль-Кадар, одним из «семи суфиев». 
После смерти Султана-Али сопровождал его младшего брата, последнего и назначенного главой ордена Сефевидов, Исмаила, в Лахиджан, где он нашел убежище от преследований правителей Ак-Койонлу. Абдал Бек участвовал в восстании тринадцатилетнего Исмаила, базировавшемся в Лахиджане, и в его битвах в Ширване и против Алванда Ак Койонлу. Он присутствовал в 907/1501 годах, когда Исмаил I взошел на престол в Тебризе и таким образом основал династию Сефевидов.
В источниках чётко не определены должности и функции, которые занимал Абдал Бек, а также не известны точные даты его назначения и смещения. После первых правительственных назначений Исмаила в его зимнем жилище в Махмудабаде (906/1500 г.) Абдал Бек был партнёром Хусейн Бека Лала в штабе амира аль-омарата. В 1505-1506 годах ему как курчибаши было поручено преследовать тех, кто участвовал в битве, в которой был убит отец Исмаила, Шейх Гейдар; так что вполне вероятно, что Абдал принимал участие в религиозных конфликтах того периода. В 1509 году без объяснения причин у него отняли чин эмира, а его отряд (лашкар) и феодальные территории Казвин, Шар и Рай были переданы Зайнал Беку Шамлу. Почти в то же время Хусейн Бек Лала, другой верный эмир-кызылбаш, который поддерживал Исмаила с детства и пользовался величайшей властью, потерял свои должности и феодальные владения. Дата его смерти неизвестна; он исчезает из упоминания после 1513 года.